# Crash Team Racing
Crash Team Racing – gra wyścigowa (na gokartach), czwarta z serii gier platformowych Crash Bandicoot na konsolę Sony PlayStation, wydana w 1999 roku.

## Informacje o grze

### Fabuła
Najlepszy rajdowiec we wszechświecie, Nitrous Oxide, przybywa na Ziemię, by rzucić jej mieszkańcom wyzwanie: albo znajdzie się ktoś, kto pokona go w wyścigu, albo planeta zostanie przemieniona w wielki parking kosmiczny, a Ziemianie staną się jego jeńcami. Ekipy Crasha i Cortexa podejmują wyzwanie.

### Postacie
(Opisy bohaterów znajdują się w artykule Crash Bandicoot).
Od początku grywalne jest osiem postaci:
- Crash Bandicoot,
- Coco Bandicoot,
- Neo Cortex,
- Tiny Tiger,
- Dingodile,
- N. Gin,
- Polar,
- Pura.

Poprzez odblokowanie w grze lub zastosowanie kodów, grywalne jest kolejne sześć postaci:
- Ripper Roo,
- Papu-Papu,
- Komodo Joe,
- Pinstripe,
- Fake Crash,
- N. Tropy.

Odblokowywana jedynie za pomocą kodu jest jedna postać:
- Penta Penguin.

### Bronie
W niektórych trybach rozgrywki możliwe jest atakowanie przeciwników oraz wspomaganie własnej postaci za pomocą broni i innych bonusów. Zdobywa się je, wjeżdżając w skrzynie oznaczone znakami zapytania. Wtedy wylosowany zostaje jeden z ich rodzajów. Zawodnicy będący na czołowych pozycjach zazwyczaj otrzymują słabsze typy broni, jadący z tyłu zaś – lepsze.
Broń lub bonus można ulepszyć, gdy zbierze się dziesięć owoców Wumpa. Znajdują się one w specjalnych skrzyniach bądź zwyczajnie leżą na drodze. Jednak kiedy zawodnik zostanie trafiony bronią przez innych lub gdy spadnie w przepaść, liczba owoców ulega zmniejszeniu.

#### Rodzaje broni
- Buteleczki N. Brio (N. Brio Beakers) – naczynia napełnione zielonym płynem. Wpadając w nie, zawodnik obraca się kilkukrotnie, przez co traci czas oraz traci na prędkości. W przypadku posiadania dziesięciu owoców Wumpa płyn w buteleczce staje się czerwony. Wówczas gdy ktoś na nią wjedzie, dodatkowo otrzymuje losową „klątwę” (losowanie broni i niemożność jej użycia na krótki czas, duże zmniejszenie prędkości oraz chmurka z deszczem nad głową).
- Skrzynie wybuchowe – czerwone skrzynie TNT. Kiedy zawodnik wpadnie na jedną z nich, rozpoczyna się odliczanie. Po jego zakończeniu, skrzynka wybucha. Pozbyć się jej można poprzez ciągłe podskakiwanie. Jeżeli jednak wpadnie się w kolejną, obie automatycznie wybuchają. W przypadku posiadania dziesięciu owoców Wumpa, skrzynia zmienia kolor na zielony („NITRO”) i wybucha od razu, gdy tylko się w nią wjedzie.
- Bomby – można nimi rzucać do przodu lub do tyłu, celując w wybraną postać lub skrzynię; można je także zdalnie detonować. Trafiony bombą zawodnik podskakuje kilkukrotnie w górę, tracąc przez to czas. Gdy gracz posiada dziesięć owoców Wumpa, bomby mają większy zasięg rażenia, pozwalając trafić więcej niż jednego zawodnika naraz.
- Rakietki samonaprowadzające – mają mniejsze pole rażenia niż bomby (choć można trafić dwóch przeciwników naraz, szanse na to są niewielkie), ale za to podążają za celem. Posiadając dziesięć owoców Wumpa, gracz otrzymuje szybsze i celniejsze rakiety. Czasem zamiast jednej rakiety/bomby można otrzymać trzy.
- Osłona – zielona kula otaczająca zawodnika na pewien czas. Chroni go do momentu pierwszego wypadku. W przypadku posiadania dziesięciu owoców, kula staje się granatowa i nie znika samoczynnie. Obie osłony można wystrzelić w przeciwników.
- Przyspieszenie – chwilowo zwiększa prędkość zawodnika; przy dziesięciu owocach Wumpa trwa dłużej. W przypadku najechania na przeciwnika bez osłony lub przyspieszenia, miażdży go i wyrzuca samochód gracza w górę, tak jakby wyskoczył on na rampie.
- Manipulator czasem – przeciwnicy jadą w zwolnionym tempie i z obniżoną prędkością; dziesięć owoców Wumpa wydłuża czas trwania. Używany jedynie przez graczy.
- Kula warpowa – szczególnie przydatna zawodnikom będącym na ostatnich pozycjach. Energetyczna kula leci przez całą trasę w kierunku pierwszego zawodnika, roztrącając po drodze pozostałych (gdy gracz posiada dziesięć owoców, kula trafia każdego z oponentów). Jeśli przeciwnik korzysta z niestandardowych skrótów, kula może „zablokować się” i zniknąć. Używana jedynie przez graczy.
- Maska – w przypadku gry Crashem, Coco, Polarem, Purą, lub Penta Penguin’em jest to Aku-Aku, zaś dla większości pozostałych zawodników (również postaci odblokowanych w trakcie gry) – Uka-Uka. Zawodnik z maską ma na pewien czas zapewnioną ochronę oraz większą prędkość. Dodatkowo ze zwiększoną siłą uderza zawodników w bezpośrednim sąsiedztwie. Używana jedynie przez graczy.
- Niewidzialność – zawodnik staje się na pewien czas niewidzialny (widać jedynie koła pojazdu). Dostępna wyłącznie w trybie Battle.
- Superprzyspieszenie – przyspieszenie znacznie silniejsze i dłuższe niż podstawowe, dostępne wyłącznie w trybie Battle. Podobnie jak w przypadku zwykłego przyspieszenia, można dzięki niemu zmiażdżyć oponenta.

## Rozgrywka

### Adventure Mode(Tryb Przygód– fabularny)
Jest to główny tryb gry. Można go przechodzić, sterując jedną z grywalnych od początku postaci, której później nie można już zmienić. Przewodnikiem po świecie Adventure jest Aku-Aku (w przypadku gry Crashem, Coco, Polarem lub Purą) lub Uka-Uka (w przypadku gry Cortexem, Dingodilem, Tinym lub N. Ginem), a nagrody za zdobyte sukcesy udzielają Trophy-Girls (Dziewczyny Nagród, lub po prostu hostessy).
Podstawowy tryb Adventure polega na przechodzeniu przez cztery etapy gry. Na każdy z nich składają się cztery trasy oraz jeden boss. Większość tras nawiązuje do grywalnych (i nie tylko) postaci oraz do poziomów z poprzednich gier serii.

#### Etap pierwszy –N. Sanity Beach(Plaża Szaleństwa)
- Crash Cove (Zatoka Crasha) – jedna z prostszych tras turnieju. Droga wiedzie wokół małej słonecznej zatoki, pełnej dzikich plaż i przybijających statków.
- Roo’s Tubes (Kanały Roo) – jedna z krótszych i prostszych tras. Prowadzi przez podwodne tunele.
- Mystery Caves (Tajemnicze Jaskinie) – trasa biegnie przez pełną lawy jaskinię.
- Sewer Speedway (Kanałowa Autostrada) – jedna z dłuższych tras; prowadzi przez oczyszczalnię ścieków.
- Boss: Ripper Roo – ściga się z graczem na trasie Roo’s Tubes. Boss wypuszcza liczne skrzynie TNT.

#### Etap drugi –The Lost Ruins(Opuszczone ruiny)
- Tiger Temple (Świątynia Tygrysa) – trasa prowadzi przez ruiny starej świątyni w tropikalnej dżungli.
- Coco Park (Park Coco) – trasa prowadząca przez park pełen kwiatów i drzew.
- Dingo Canyon (Kanion Dingodile’a) – trasa prowadzi przez typowy amerykański kanion.
- Papu’s Pyramid (Piramida Papu-Papu) – ruiny starożytnej świątyni-piramidy, występuje w niej wiele skrótów.
- Boss: Papu-Papu – ściga się z graczem na trasie Papu’s Pyramid. Boss używa buteleczek.

#### Etap trzeci –Glacier Park(Park Lodowcowy)
- Tiny Arena (Arena Tiny’ego) – długa, błotnista trasa, pełna wybojów i nierówności na drodze.
- Blizzard Bluff (Śnieżny Klif) – górska trasa zimowa.
- Polar Pass (Polarna Przeprawa) – trasa wśród gór i lodowców, podobna do Blizzard Bluff, jest jednak znacznie dłuższa i więcej w niej niebezpieczeństw.
- Dragon Mines (Smocza Kopalnia) – trasa prowadząca przez kopalnię.
- Boss: Komodo Joe – ściga się na trasie Dragon Mines; wypuszcza liczne skrzynie TNT i „NITRO”.

#### Etap czwarty –Citadel City(Miasto cytadeli)
- Cortex Castle (Zamek Cortexa) – trasa biegnie wewnątrz i na zewnątrz średniowiecznego zamku.
- N. Gin Labs (Laboratoria N. Gina) – trasa prowadząca przez laboratorium fizyczne.
- Hot Air Skyway (Podniebna Droga – w wolnym tłumaczeniu. Tłumaczeniem dosłownym byłoby: Podniebna droga gorącego Powietrza). Trasa zawieszona w powietrzu przy pomocy ogromnych zeppelinów.
- Oxide Station (Stacja Oxide’a) – trasa biegnie przez stację kosmiczną.
- Boss: Pinstripe – ściga się na trasie Hot Air Skyway; rzuca do tyłu bomby.

#### Boss specjalny
- Nitrous Oxide – ściga się na trasie Oxide Station; sekwencyjnie używa wszystkich rodzajów broni, z których korzystali poprzedni bossowie, jest też znacznie szybszy.

#### Dodatkowe warunki ukończenia
Ukończenie wszystkich czterech etapów i pokonanie Nitrousa Oxide’a to dopiero 36% trybu Adventure. Aby przejść go do końca, należy jeszcze:
- zdobyć wszystkie CTR Tokens (Odznaczenia CTR). W każdej trasie ukryte są trzy litery – „C”, „T” i „R”, które należy zdobyć, kończąc jednocześnie wyścig na pierwszej pozycji. Po zdobyciu CTR Tokens oznaczonych poszczególnymi kolorami, zostają odblokowane nowe plansze, a po ich ukończeniu – dodatkowe postacie: dla czerwonego – Red Gem Cup (Turniej Czerwonego Klejnotu) oraz postać Ripper Roo, dla zielonego – Green Gem Cup (Turniej Zielonego Klejnotu) oraz Papu-Papu, dla niebieskiego – Blue Gem Cup (Turniej Niebieskiego Klejnotu) i Komodo Joe, a dla żółtego – Yellow Gem Cup (Turniej Żółtego Klejnotu), po zwycięskim przejściu którego zostanie odblokowana postać Pinstripe’a;

- odblokować i przejść Purple Gem Cup (Turniej Purpurowego Klejnotu). Aby go odblokować, należy zebrać na czas kryształy w czterech poszczególnych trasach: Skull Rock (Czaszkowa Skała), Rampage Ruins (Ruiny szaleństwa), Rocky Road (Skalista droga) oraz Nitro Court (Kort nitro). Po zwycięskim przejściu Purple Gem Cup, odblokuje się postać Fake Crasha;

- zdobyć wszystkie Time Relics (Relikty Czasowe) – należy przejechać w określonym czasie każdą trasę, aby zdobyć odpowiednio: szafirowy, złoty bądź platynowy relikt. W tym trybie odnaleźć można skrzynie oznaczone numerami (1, 2 lub 3), które zatrzymują licznik czasu na odpowiednią liczbę sekund. Do osiągnięcia 100% w trybie Adventure wystarczy jednak zdobycie wszystkich reliktów szafirowych;

- odblokować i przejść zwycięsko dwie dodatkowe trasy – Slide Coliseum (Koloseum Ślizgów) oraz Turbo Track (Szybki szlak);

- kolejny raz pokonać Nitrousa Oxide’a. Wyścig odbywa się na tych samych zasadach, co pierwszy.

### Time Trial(Próba Czasu)
Każdą z dostępnych tras należy pokonać możliwie szybko – tak, by odblokować i pokonać „ducha” N. Trophy’ego, a następnie Nitrousa Oxide. Pokonanie Trophy’ego na wszystkich trasach skutkuje odblokowaniem tej postaci. Jeżeli na wszystkich trasach gracz pokonał „ducha” N. Oxide, odblokowuje się tryb Scrapbook (Album) (plotka głosi, że grywalny staje się sam Oxide, jednak nie jest to prawda). Podczas wyścigów w trybie Time Trial na trasie nie ma innych zawodników oraz skrzyń.

### Arcade(Wyścigi)
Zawodnik wybiera trasę i postać, którą chce prowadzić. Tryb dzieli się na opcję Single (Pojedynczo) i Cup (Turniej). Wybór Single oznacza pojedynczy przejazd wybraną trasą przez 3, 5 lub 7 okrążeń, zaś Cup to turniej na czterech kolejnych trasach – po każdej z nich przyznaje się punkty, adekwatne do zajętego miejsca – 9 za pierwsze, 6 za drugie, 3 za trzecie, 1 za czwarte, 0 za piąte, szóste, siódme i ósme. Maksymalnie można więc zdobyć 36 punktów. Przechodząc wszystkie turnieje na danym poziomie trudności (są 3: łatwy, średni i trudny), można w Cup odblokować plansze do trybu Battle, czyli w sumie trzy nowe areny.

### VS(Przeciwko Sobie)
Pojedynek dwóch graczy. Wyścig odbywa się na wybranej trasie jedynie między nimi.

### Battle(Bitwa)
Bitwa – odbywa się na specjalnych arenach i polega na uderzeniu przeciwnika za pomocą broni odpowiednią liczbę razy. Istnieje możliwość ustawienia dostępnego arsenału i innych parametrów rozgrywki.